# Noémie Orphelin
Pour les articles homonymes, voir Orphelin (homonymie).
Noémie Orphelin, née le 29 septembre 1983, est une actrice et directrice artistique française.

## Biographie

### Carrière
Enfant, Noémie Orphelin tourne successivement dans La Crise de Coline Serreau et Une journée chez ma mère de Dominique Cheminal. Devant se post-synchroniser, on lui propose alors un essai de doublage, qu'elle acceptera, alors qu'elle est encore au collège.
Elle se spécialisera dans ce domaine, devenant la voix française d'actrices comme Kristen Stewart, Rachel McAdams, Alexis Bledel ou régulièrement Abbie Cornish. Dans l'animation, elle prêtera notamment sa voix à Barbie, dans les différentes adaptations de 2007 à 2016, mais aussi Kim Possible et Carmen Sandiego dans la série éponyme de Netflix.

### Vie privée
Elle est la sœur de la comédienne Florine Orphelin, également active dans le doublage.

## Filmographie

### Cinéma
- 1992 : La Crise de Coline Serreau : Hélène
- 1993 : Une journée chez ma mère de Dominique Cheminal : Noémie

### Télévision

#### Téléfilm
- 1993 : Grossesse nerveuse de Denis Rabaglia : Cécile

## Doublage
Sources : RS Doublage, Doublage Séries Database, Anime News Network et Planète Jeunesse

### Cinéma

#### Films
- Kristen Stewart dans (25 films) :
  - Twilight, chapitre I : Fascination (2008) : Bella Swan
  - Panique à Hollywood (2008) : Zoé
  - Jumper (2008) : Sophie
  - Twilight, chapitre II : Tentation (2009) : Bella Swan
  - Adventureland : Un job d'été à éviter (2009) : Emily Lewin
  - Twilight, chapitre III : Hésitation (2010) : Bella Swan
  - Les Runaways (2010) : Joan Jett
  - Twilight, chapitre IV : Révélation, 1re partie (2011) : Bella Swan
  - Twilight, chapitre V : Révélation, 2e partie (2012) : Bella Swan
  - Sur la route (2012) : Marylou
  - Blanche-Neige et le Chasseur (2012) : Blanche-Neige
  - Sils Maria (2014) : Valentine
  - Still Alice (2014) : Lydia Howland
  - The Guard (2014) : Cole
  - American Ultra (2015) : Phoebe Larson
  - Equals (2015) : Nia
  - Café Society (2016) : Vonnie
  - Certaines femmes (2016) : Beth Travis
  - Un jour dans la vie de Billy Lynn (2017) : Kathryn Lynn
  - Lizzie (2018) : Bridget Sullivan
  - Seberg (2019) : Jean Seberg
  - Charlie's Angels (2019) : Sabina Wilson
  - Underwater (2020) : Norah Price
  - Ma belle-famille, Noël et moi (2020) : Abby
  - Spencer (2021) : Diana Spencer
  - Les Crimes du futur (2022) : Timlin

- Rachel McAdams dans (9 films) :
  - Lolita malgré moi  (2004) : Regina George
  - Sherlock Holmes (2009) : Irene Adler
  - Morning Glory (2010) : Becky
  - Sherlock Holmes : Jeu d'ombres (2011) : Irene Adler
  - Je te promets (2012) : Paige Collins
  - La Rage au ventre (2015) : Maureen Hope
  - Welcome Back (2015) : Tracy Woodside
  - Game Night (2018) : Annie
  - Eurovision Song Contest: The Story of Fire Saga (2020) : Sigrit Ericksdottir (dialogues)

- Emily Browning dans (4 films) :
  - Les Désastreuses Aventures des orphelins Baudelaire (2004) : Violette Baudelaire
  - Sucker Punch (2011) : Baby Doll
  - Summer in February (2013) : Florence Carter Wood
  - Pompéi (2014) : Cassia

- Alexis Bledel dans (4 films) :
  - Quatre filles et un jean (2005) : Lena Kaligaris
  - Sin City (2005) : Becky
  - Quatre filles et un jean 2 (2008) : Lena Kaligaris
  - Le Fiancé idéal (en) (2009) : Beth Vest

- Abbie Cornish dans :
  - Bright Star (2009) : Fanny Brawne
  - Prémonitions (2015) : Agent Katherine Cowles
  - 6 Days (2017) : Kate Adie

- Dianna Agron dans :
  - Les Meilleurs Amis (2010) : Minnow
  - Malavita (2013) : Belle Blake
  - Après l'hiver (2015) : Finley

- Leven Rambin dans :
  - Chasing Mavericks (2012) : Kim Moriarity
  - Percy Jackson : La Mer des Monstres (2013) : Clarisse La Rue
  - American Nightmare 5 : Sans Limites (2021) : Harper Tucker

- Kate Mara dans :
  - Cold Blood (2012) : Hanna
  - Transcendance (2014) : Bree
  - Captive (2015) : Ashley Smith

- Felicity Jones dans :
  - The Invisible Woman (2013) : Nelly Ternan
  - Inferno (2016) : Dr Sienna Brooks

- Kerry Bishé dans :
  - Max Rose (2016) : Annie Rose
  - Madame Web (2024) : Constance Webb

- Deborah Ann Woll dans :
  - Escape Game (2019) : Amanda Harper
  - Escape Game 2 : Le monde est un piège (2021) : Amanda Harper

- 1994 : Mon ami Dodger : Eva (Thora Birch)
- 1995 : Jumanji : Judy Shepherd (Kirsten Dunst)
- 1997 : Le Monde perdu : Jurassic Park : Kelly Malcolm (Vanessa Lee Chester)
- 1997 : Ennemis rapprochés : Morgan O'Meara (Ashley Carin)
- 1998 : Ma meilleure ennemie : Anna Harrison (Jena Malone)
- 2002 : Arac Attack, les monstres à huit pattes : Ashley Parker (Scarlett Johansson)
- 2003 : Bronx à Bel Air : Sarah Sanderson (Kimberly J. Brown)
- 2005 : Baby-Sittor : Zoe Plummer (Brittany Snow)
- 2005 : Broken Flowers : Sun Green (Pell James)
- 2005 : Ralph : Claire Collins (Tamara Hope)
- 2006 : The Host : Park Hyun-seo (Ko Ah-seong)
- 2007 : Le Goût du sang : Vivian (Agnes Bruckner)
- 2008 : High School Musical 3 : Tiara Gold (Jemma McKenzie-Brown)
- 2008 : Loin de la terre brûlée : Mariana, la fille de Gina (Jennifer Lawrence)
- 2009 : La Dernière Maison sur la gauche : Mari Collingwood (Sara Paxton)
- 2009 : Pour l'amour de Bennett : Rose (Carey Mulligan)
- 2010 : Freddy : Les Griffes de la nuit  : Kris Fowles (Katie Cassidy)
- 2010 : Mords-moi sans hésitation : Becca Crane (Jenn Proske)
- 2010 : The Social Network : Stoned Girl (Amy Ferguson (en))
- 2011 : Seis puntos sobre Emma (es) : Emma (Veronica Echegui)
- 2012 : Projet X : Kirby (Kirby Bliss Blanton)
- 2013 : Gimme Shelter : Nicky « Pink Friday » (Rachel Mattila Amberson)
- 2014 : Monkey in the Middle : la coach Isabella (Lora Burke)
- 2016 : Honey 3 : Melea Martin (Cassie Ventura)
- 2019 : Dans les yeux d'Enzo : Eve Swift (Amanda Seyfried)
- 2020 : Le Voyage du Docteur Dolittle : Lily Dolittle (Kasia Smutniak)
- 2020 : The Wolf of Snow Hollow (en) : Brianne Paulson (Annie Hamilton)
- 2021[7] : Les Promesses : Jane (Cara Theobold)
- 2022 : Sneakerella (en) : Liv (Robyn Alomar)
- 2023 : Infiesto (es) : le sergent Marta Castro (Iria del Río
- 2024 : La Québécoise : ? (?)
- 2024 : Deadpool et Wolverine : Cassandra Nova (Emma Corrin)

#### Films d'animation
- 1995 : Le Journal d'Anne Frank : Anne Frank
- 1995 : Toy Story : Pizza Planet (voix féminine)
- 2002 : Le Royaume des chats : Hiromi
- 2002 : Peter Pan 2 : Retour au Pays imaginaire : Jane / Wendy enfant
- 2003 : Kim Possible : La Clé du temps : Kim Possible
- 2005 : Kim Possible, le film : Mission Cupidon : Kim Possible
- 2006 : Le Journal de Barbie : Raquelle
- 2007 : Barbie, princesse de l'Île merveilleuse : Ro
- 2008 : Barbie et le Palais de diamant : Liana / Barbie
- 2008 : Next Avengers: Heroes of Tomorrow : Torunn
- 2009 : Barbie présente Lilipucia : Barbie
- 2009 : Barbie et les Trois Mousquetaires : Corinne[n 1]
- 2009 : Wonder Woman : Alexa
- 2010 : Barbie et le Secret des sirènes : Merliah Summers
- 2010 : Barbie et la Magie de la mode : Barbie
- 2011 : Barbie et le Secret des fées : Barbie
- 2011 : Barbie apprentie princesse : Blair
- 2011 : Barbie : Un merveilleux Noël : Barbie
- 2012 : Barbie et le Secret des sirènes 2 : Merliah Summers
- 2012 : Barbie : La Princesse et la Popstar : la princesse Victoria « Tori » Bethany Evangeline Renee
- 2013 : Barbie : Rêve de danseuse étoile : Kristyn Farraday Giselle / Odette (Lac des Cygnes)
- 2013 : Barbie : Mariposa et le Royaume des fées : Mariposa
- 2013 : Barbie et ses sœurs au club hippique : Barbie
- 2014 : Barbie et la Magie des perles : la princesse Lumina
- 2014 : Barbie et la Porte secrète : la princesse Alexa
- 2015 : Barbie en super princesse : Kara (Super Paillette)
- 2015 : Barbie: Rock et Royales : la princesse Courtney
- 2015 : Barbie et ses sœurs : La Grande Aventure des chiots : Barbie
- 2018 : Ralph 2.0 : Elsa
- 2025 : KPop Demon Hunters : Rumi (voix parlée)

### Télévision

#### Téléfilms
- Cindy Busby dans (15 téléfilms) :
  - Amour, orgueil et préjugés (2016) : Elizabeth Scott
  - Mariage, orgueil et préjugés (2018) : Elizabeth Scott
  - Le meilleur pâtissier de Noël (2018) : Gina Remo
  - Ma fille, cette inconnue (2018) : Kate
  - Le fabuleux destin de Noël (2019) : Alice Marina
  - Harcelée une fois de trop (2019) : Alison
  - En route vers le mariage : Le Retour de mon ex (2019) : Annalise Collins
  - Les Enfants maudits : Les origines du mal (2019) : Jillian
  - La Boutique des amoureux (2020) : Jo Mason
  - Effroyable belle-mère (2019) : Maddie
  - Le Temps de s'aimer (2020) : Leah Waddell
  - Coup de foudre sous les cascades (2021) : Amy Atwater
  - Je ne suis pas une mauvaise mère ! (2021) : Leah
  - Mon elfe de Noël (2021) : Holly Silver
  - Sur la route du Père Noël (2023) : Lori Jo

- Eloise Mumford dans (6 téléfilms) :
  - Trois oncles et une fée (2012) : Lindsay Rogers
  - Juste à temps pour Noël (2015) : Maggie Conway
  - Mission : Romance de Noël (2018) : Grace Garland
  - Un amour de boulanger (2021) : Annie McBride
  - Le Come-Back de Noël (2021) :
  - Coup de foudre à l'anglaise (2022) : Joss

- Brooke Nevin dans (6 téléfilms) :
  - Le Temps d'un Noël (2016) : Sarah
  - Une mère de trop (2017) : Vanessa
  - Ma cible pour Noël (2018) : Allie Bennett
  - Un assassin dans ma famille (2020) : Sarah
  - Une invitation inattendue pour Noël (2021) : Kate Reynolds
  - New York avec toi (2022) : Kelly Bouchard

- Mirjam Weichselbraun dans :
  - La Princesse et le Baroudeur (2012) : Julia zu Hohenberg
  - Un bébé pour Steffi (2012) : Steffi
  - Et si j'étais une femme... (2013) : Lisa Rammser

- Mika Boorem dans :
  - Pour sauver ma fille (2006) : Augusta Dudman
  - Un plan diabolique (2012) : Erin

- Jackie Rosenbaum dans :
  - Des amours de sœurcières (2005) : Beth
  - Des amours de sœurcières 2 (2007) : Beth

- Allie Gonino dans :
  - Portées disparues (2013) : Rachel / Sage
  - Les Péchés du passé (2015) : Beth

- Laura Vandervoort dans :
  - Ma vie au bout du fil (2012) : Sophie
  - À la recherche de Madame Noël (2012) : Noelle

- Amanda Schull dans :
  - Un vœu d'amour pour Noël (2020) : Lucy Keller
  - Un été à Channing (2021) : Lizzie Armstrong

- Samaire Armstrong dans :
  - Des vacances en enfer (2019) : Samantha McCarthy
  - Tout n'est qu'illusion (2019) : Megan

- 2001 : La Ballade de Lucy Whipple : California / Lucy (Jena Malone)
- 2002 : La Reine des neiges : Gerda (Chelsea Hobbs)
- 2004 : À la dérive : Becca White (Megan Park)
- 2008 : Céline : Céline (Christine Ghawi (en))
- 2009 : Le Secret d'une sœur : Claudia (Haylie Duff)
- 2012 : Le Bodyguard de l'amour : Daisy (Nicole Paggi)
- 2012 : Une drôle de livraison : Alice (Brenda Song)
- 2013 : Une mère indigne : Melanie (Meaghan Martin)
- 2013 : Le Pacte des tricheuses : Kylie (Laura Ashley Samuels (en))
- 2013 : L'Amour au jour le jour : Molly (Alexis Bledel)
- 2014 : Le Campus de la honte : Natalie Kellison (Katelyn Tarver)
- 2015 : Les Prisonnières : Jessica Crowder (Courtney Ford)
- 2015 : Ma pire amie : Jana (Laura Berlin)
- 2015 : Une nouvelle jeunesse : Maxi (Claudia Eisinger)
- 2015 : Les Dessous de Melrose Place : ? ( ? )
- 2016 : Retrouvez ma fille ! : Tracy Spencer (Nadia Björlin)
- 2016 : Coup de foudre par erreur : Clarissa Byers (Lexi Giovagnoli)
- 2016 : Associé contre notre ex : Murphy McCall (Lindsey McKeon)
- 2017 : Un mariage sous le sapin : Holly (Sarah Fischer)
- 2018 : Le masque de l'innocence : Shawna Porters (Kimberly Laferrière (en))
- 2019 : Douze chiots pour Noël : Taylor (Jen Nikolaisen)
- 2020 : Une adoption dangereuse : Carlyn (Karynn Moore)
- 2020 : Captive et soumise : Sandra (Brittany Underwood (en))
- 2022 : Le Combat d'une survivante : Karly (Diana Cofini)
- 2022 : Enceinte et harcelée : Janie Higgins (Brittany Charlotte Smith)
- 2022 : Rejoins-moi pour Noël : Amy (Vanessa Smythe)

#### Séries télévisées
- Justine Lupe dans (8 séries) : 
  - La Loi selon Harry (2012) : Phoebe Blake (8 épisodes)
  - Royal Pains (2012) :  Cameron Krissy (saison 4, épisode 14)
  - The Good Wife (2015) : Maggie Rossum (saison 7, épisode 5)
  - Madam Secretary (2016-2018) : la capitaine Ronnie Baker (6 épisodes)
  - Snowfall (2017) : Victoria (saison 1)
  - Mr. Mercedes (2017-2019) : Holly Gibney (25 épisodes)
  - Succession (2018-2023) : Willa Ferreyra (32 épisodes)
  - Nobody Wants This (2024) : Morgan (10 épisodes)

- Alexis Bledel dans (6 séries): 
  - Gilmore Girls (2000-2007) : Lorelai « Rory » Gilmore (154 épisodes)
  - Urgences (2009) : Dr Julia Wise (saison 15, épisode 22)
  - Mad Men (2012) : Beth Dawes  (saison 5)
  - Motive (2015) : Robin Gould (épisode 3, saison 3)
  - Gilmore Girls : Une nouvelle année (2016) : Lorelai « Rory » Gilmore (mini-série)
  - The Handmaid's Tale : La Servante écarlate (2017-2021) : Emily Malek (20 épisodes)

- Brooke Nevin dans (6 séries) :
  - Cracked (2013) : Dr Clara Malone (8 épisodes)
  - Perception (2014) : Shelby Coulson (3 épisodes)
  - Motive (2014) : Heather Williamson (saison 2, épisode 6)
  - S.W.A.T. (2018-2022) : Ally (saison 1, épisode 9 et saison 5, épisode 14)
  - Magnum (2022) : Emily Pratt (saison 4, épisode 10)
  - Tracker (2024) : Patti Palmer (saison 2, épisode 2)

- Amanda Schull dans (5 séries) :
  - Suits : Avocats sur mesure (2013-2019) : Katrina Bennett (49 épisodes)
  - First Murder (2016) : Melissa Danson (saison 3)
  - NCIS : Enquêtes spéciales (2022) : Kay Barlow (saison 19, épisode 10)
  - The Recruit (2022) : Cora (saison 1, épisodes 3 et 4)
  - 9-1-1: Lone Star (2023) : l'agent spécial Rose Casey (saison 4)

- Allison Miller dans (4 séries) :
  - Kings (2009) : la princesse Michelle Benjamin (13 épisodes)
  - Go On (2012-2013) : Carrie (17 épisodes)
  - Incorporated (2016-2017) : Laura Larson (10 épisodes)
  - A Million Little Things (2018-2023) : Maggie Bloom (87 épisodes)

- Deborah Ann Woll dans (4 séries) :
  - Daredevil (2015-2018) : Karen Page (39 épisodes)
  - The Defenders (2017) : Karen Page (mini-série)
  - The Punisher (2017-2019) : Karen Page (26 épisodes)
  - Daredevil: Born Again (2025) : Karen Page

- Lindsey McKeon dans :
  - Les Frères Scott (2005) : Taylor (1re voix - saison 2)
  - Supernatural (2006 / 2014) : Tessa (1re voix - saison 2, épisode 1 et saison 9, épisode 22)
  - Drop Dead Diva (2014) : Reesa (saison 6, épisode 3)

- Mae Whitman dans :
  - Parenthood (2010-2015) : Amber Holt (103 épisodes)
  - Suburgatory (2014) : Caris (saison 3, épisode 5)
  - Good Girls (2018-2021) : Annie Marks (50 épisodes)

- Daniella Pineda dans : 
  - Vampire Diaries (2013) : Sophie Deveraux (saison 4, épisode 20)
  - The Originals (2013-2014) : Sophie Deveraux (13 épisodes)
  - American Odyssey (2015) : Ruby Simms (13 épisodes)

- Nicole Paggi dans :
  - Pasadena (2001-2002) : Jennie Bradbury (13 épisodes)
  - La Star de la famille (2003-2004) : Sydney Shanowski #1 (25 épisodes)

- Mika Boorem dans :
  - Dawson (2002-2003) : Harley Hetson (saison 6)
  - Ghost Whisperer (2008) : Olivia Keller (saison 4, épisode 5)

- Samaire Armstrong dans :
  - Entourage (2004-2005) : Emily (8 épisodes)
  - NCIS : Nouvelle-Orléans (2016) : Marion Watkins (saison 2, épisode 16)

- Perdita Weeks dans :
  - Les Tudors (2007-2008) : Mary Boleyn (6 épisodes)
  - Penny Dreadful (2016) : Catriona Hartdegen (saison 3)

- Eloise Mumford dans :
  - Crash (2008) : Megan Emory (4 épisodes)
  - The River (2012) : Lena Landry (8 épisodes)

- Laura Vandervoort dans :
  - V (2009-2011) : Lisa (22 épisodes)
  - Frankie Drake Mysteries (2017) : Sophia Devoe (saison 1, épisode 5)

- Bridgit Mendler dans :
  - Les Sorciers de Waverly Place (2009-2012) : Juliet Van Heusen (10 épisodes)
  - Merry Happy Whatever (2019) : Emmy Quinn (8 épisodes)

- Dianna Agron dans :
  - Glee (2009-2015) : Quinn Fabray (79 épisodes)
  - L'Élu (2023) : Sarah Christianson

- Rachel McAdams dans :
  - True Detective (2015) : le shérif Antigone « Ani » Bezzerides (saison 2)
  - Dave (2023) : Rachel McAdams (saison 3)

- Lisa Goldstein dans :
  - Les Frères Scott (2010-2012) : Millicent Huxtable (2e voix, saisons 7 à 9)
  - Drop Dead Diva (2013) : Rachel McMann (saison 5, épisode 10)

- Jenn Proske dans :
  - Beauty and the Beast (2012) : Clarissa Whitworth (saison 1, épisode 4)
  - Rizzoli and Isles (2014) : Lily Green (saison 5, épisode 2)

- Nadine Nicole dans :
  - Les Feux de l'amour (2014-2016) : Gwen Randall (23 épisodes)
  - Magnum (2018) : Emily (saison 1, épisode 1)

- Hannah New dans :
  - Black Sails (2014-2017) : Eleanor Guthrie (36 épisodes)
  - Trust (2018) : Victoria (7 épisodes)

- Nora Arnezeder dans :
  - Zoo (2015-2016) : Chloé Tousignant (18 épisodes)
  - The Offer (2022) : Françoise Glazer (mini-série)

- Bar Paly dans : 
  - NCIS : Los Angeles (2015-2024) : Anastasia « Anna » Kolcheck (34 épisodes)
  - Jean-Claude Van Johnson (2016-2017) : Krisztina (6 épisodes)

- Dilshad Vadsaria dans :
  - Frankenstein Code (2016) : Mary Goodwin (11 épisodes)
  - Notorious (2016) : Sarah Keaton (3 épisodes)

- Eleanor Tomlinson dans :
  - La Guerre des mondes (2019) : Amy (mini-série)
  - The Nevers (2021-2023) : Mary Brighton (5 épisodes)

- Lindsey Gort (en) dans :
  - All Rise (2019-2023) : Amy Quinn (48 épisodes)
  - Dead Boy Detectives (2024) : Maxine

- Merritt Wever dans :
  - Run (2020) : Ruby Richardson (7 épisodes)
  - Severance (2025) : Gretchen George (saison 2)

- 1998-1999 : The Crow : Sarah Mohr (Katie Stuart) (22 épisodes)
- 1999-2016 : Des jours et des vies : Chloe Lane (en) (Nadia Björlin) (735 épisodes)
- 2000-2001 : FBI Family (en)[8] : Ruby Arno (Antoinette Picatto) (24 épisodes)
- 2001-2002 : Un père peut en cacher un autre (en) : Sarah Stewart (Kat Dennings) (22 épisodes)
- 2001-2005 : Parents à tout prix : Lily Finnerty (Lynsey Bartilson) (91 épisodes)
- 2002 : That '80s show : Katie Howard (Tinsley Grimes) (13 épisodes)
- 2003-2004 : Boston Public : Becky Emerson (Courtney Peldon (en)) (14 épisodes)
- 2004-2006 : 15/A : Cody Myers (Laurence Leboeuf) (52 épisodes)
- 2004-2006 : La Star de la famille : Sydney Shanowski #2 (Megan Fox) (48 épisodes)
- 2005 : Jack et Bobby : Katie (Kate Mara) (6 épisodes)
- 2005 : Le Monde de Joan : Stevie Marx (Haylie Duff) (3 épisodes)
- 2006 : How I Met Your Mother : Claudia (Virginia Williams) (1re voix - saison 1, épisodes 12 et 13)
- 2007 : Cape Wrath : Zoe Brogan (Felicity Jones) (8 épisodes)
- 2007 : Traveler : Ennemis d'État : Kim Doherty (Pascale Hutton (en)) (8 épisodes)
- 2008-2011 : Big Love : Sarah Henrickson (Amanda Seyfried) (2e voix, saisons 3 à 5)
- 2008-2013 : 90210 Beverly Hills : Nouvelle Génération : Erin Silver (Jessica Stroup) (114 épisodes)
- 2009 : Harper's Island : Beth Barrington (Amber Borycki) (9 épisodes)
- 2010-2012 : The Walking Dead : Amy Harrison (Emma Bell) (6 épisodes)
- 2010-2014 : Boardwalk Empire : June Thompson (Nisi Sturgis) (16 épisodes)
- 2011 : The Office : Jordan Garfield (Cody Horn) (saison 7)
- 2011-2012 : Pan Am : Catherine « Kate » Cameron (Kelli Garner) (14 épisodes)
- 2013 : Jo : Adèle Gautier (Heida Reed) (8 épisodes)
- 2013 : Do No Harm : Abby Young (Jurnee Smollett-Bell) (3 épisodes)
- 2014 : Rush : Eve Parker (Sarah Habel) (10 épisodes)
- 2014 : Mad Men : Amy (Jenny Wade) (saison 7, épisode 5)
- 2014-2016 : Brokenwood : la capitaine Kristin Sims (Fern Sutherland) (4 épisodes)
- 2015 : UnREAL : Anna Martin (Johanna Braddy) (10 épisodes)
- 2015-2016 : Heroes Reborn : Malina Bennet (Danika Yarosh) (mini-série)
- 2015-2016 : Good Girls Revolt : Jane Hollander (Anna Camp) (10 épisodes)
- 2015-2017 : Fortitude : Elena Ledesma (Verónica Echegui) (19 épisodes)
- 2015-2017 : Dark Matter : Two/Portia Lin (Melissa O'Neil) (39 épisodes)
- 2016 : Younger : Becky (Carly Brooke) (4 épisodes)
- 2016-2017 : Colony : Morgan (Thora Birch puis Bethany Joy Lenz) (10 épisodes)
- 2017 : Les Sept Vérités : Angela (Andrea Demetriades (en)) (mini-série)
- 2017 : The Halcyon : Emma Garland (Hermione Corfield) (8 épisodes)
- 2017 : The Big Bang Theory : Ruchi (Swati Kapila) (saison 11)
- 2017 : Liar : La Nuit du mensonge : Charlotte Sullivan (Laura Aikman (en)) (saison 1, épisode 6)
- 2017 : Broadchurch : Laura Benson (Kelly Gough (en)) (saison 3)
- 2017 : Shots Fired : Shirlane (Edwina Findley (en)) (mini-série)
- depuis 2017 : The Orville : la commandante Kelly Grayson (Adrianne Palicki)
- 2018 : The Good Cop : Belinda Mannix (Emma Ishta) (épisode 2)
- 2018 : Timeless : Kayla (Reina Hardesty (de)) (saison 2, épisode 5)
- 2018 : High Maintenance : Brenna (Brenna Palughi) (saison 2, épisode 2)
- 2018-2019 : The Affair : Sierra James (Emily Browning) (11 épisodes)
- 2018 / 2023 : Jack Ryan : Dr Cathy Mueller (Abbie Cornish) (saisons 1 et 4)
- 2019 : Too Old to Die Young : Diana DeYoung (Jena Malone) (mini-série)
- 2019-2022 : Dollface : Izzy Levine (Esther Povitsky) (20 épisodes)
- 2020 : Bir Başkadır : Gülbin (Tülin Özen) (8 épisodes)
- 2020 : White Lines : Zoe Walker (Laura Haddock) (10 épisodes)
- 2020-2021 : Home Before Dark : la principale Kim Collins (Joelle Carter) (20 épisodes)
- 2020-2022 : S.W.A.T. : Alicia Baldwin (Kathleen Munroe) (saison 3, épisode 18) et l'officier Nora Fowler (Norma Kuhling (en)) (7 épisodes)
- 2021 : Clarice : Clarice Starling (Rebecca Breeds) (13 épisodes)
- 2021 : Batwoman : Angelique Martin (Bevin Bru) (saison 2)
- 2021-2022 : Destin : La Saga Winx : la princesse Stella de Solaria (Hannah van der Westhuysen) (13 épisodes)
- 2021-2022 : The Rookie : Le Flic de Los Angeles : Ashley McGrady (Helena Mattsson) (5 épisodes)
- 2021-2023 : Gossip Girl : Kate Keller (Tavi Gevinson) (22 épisodes)
- 2022 : Resident Evil : Billie Wesker (Adeline Rudolph (en))
- 2022 : Machos alfa : Nagore (Aitziber Garmendia (es))
- 2022 : Copenhagen Cowboy : Flora (Dafina Zeqiri)
- 2022 : Irma Vep : Lianna (Kristen Stewart) (mini-série)
- 2022 : Minx : ? (?)
- depuis 2022 : The Gilded Age : Bertha Russell (Carrie Coon)
- 2023 : Kaleidoscope : Judy Goodwin (Rosaline Elbay) (mini-série)
- 2023 : La Cité invisible : Clarice (Simone Spoladore (pt)) (saison 2)
- depuis 2023 : Ahsoka : Sabine Wren (Natasha Liu Bordizzo)
- depuis 2023 : NCIS: Sydney : Bluebird « Blue » Gleeson (Mavournee Hazel (en))
- 2024 : Landman : Rebecca Falcone (Kayla Wallace)
- 2025 : The Pitt : Dr Yolanda Garcia (Alexandra Metz)
- 2025 : Carmen Curlers : Tove (Rosalinde Mynster)

#### Séries d'animation
- 1994-1996 : Highlander : Clyde
- 1996-2004 : Hé Arnold ! : Phoebe
- 1997-2000 : Pepper Ann : Nicky Little
- 1999 : La Famille Delajungle : Antoinette (épisode 42)
- 2001-2002 : Xcalibur : Djana
- 2002-2007 : Kim Possible : Kim Possible
- 2004 : Lilo et Stitch, la série : Kim Possible (épisode 48)
- 2004 : Gloria et les autres : ?
- 2011-2015 : Robocar Poli : Sesi
- 2019-2021 : Carmen Sandiego : Mouton Noir alias Carmen Sandiego
- 2022-2023 : To Your Eternity : Alma (saison 2)
- 2023 : Maniac par Junji Itō : Anthologie Macabre : Sachiyo et Kuriko adulte
- 2024 : Rising Impact : Kiria Nishino

### Jeux vidéo
- 2002 : Kingdom Hearts : Wendy
- 2004 : Obscure : Ashley Thompson
- 2006 : Kim Possible : Quelle est la Mission ? : Kim Possible
- 2007 : Spider Man 3 : fille Dragontails
- 2008 : Barbie Fashion Show: An Eye for Style : Barbie[n 2]
- 2009 : Dragon Age: Origins : Bella / Rica
- 2009 : Halo 3: ODST : Sadie Endesha et voix additionnelles
- 2010 : Mass Effect 2 : quartier-maître Kelly Chambers
- 2011 : Uncharted: Golden Abyss : Marisa Chase
- 2011 : Star Wars: The Old Republic : Kira Carsen[n 2]
- 2012 : Resident Evil 6 : Déborah Harper
- 2013 : Mass Effect 3 : Kelly Chambers
- 2014 : La Terre du Milieu : L'Ombre du Mordor : Lithariel
- 2016 : The Witcher 3: Wild Hunt - Blood and Wine : Vivienne de Tabris
- 2017 : For Honor : voix additionnelles[n 2]
- 2019 : Days Gone : Sarah
- 2020 : Marvel's Spider-Man: Miles Morales : Gloria Davila
- 2022 : Horizon Forbidden West : Silga

### Direction artistique
Séries télévisées
- 2019-2022 : Four More Shots Please! (en) (avec Nathalie Homs (saisons 1-3) et Véronique Desmadryl (saison 2))
- depuis 2022 : Minx (avec Paolo Domingo)
- depuis 2022 : The Tiny Chef Show (en)

Séries d'animation
- 2021 : Super Sema

## Voix off

### Contes audio
- Pandaroux: Hermine[9]